# One-Punch Man
 (јап. ワンパンマン) је манга коју је створио ONE. Препричава причу о Саитами, суперхероју који, због тога што може победити сваког противника једним ударцем, живот му постаје досадан због недостатка изазова. One је написао оригиналну веб верзију манге почетком 2009. године.
Дигитални римејк манге, илустрован од стране Јусука Мурате, почео је са објављивањем на Tonari no Young Jump вебсајту у јуну 2012. године. Њена поглавља се периодично објављују у танкобоне. До августа 2025. године објављено је 34 тома.
Аниме адаптација коју је анимирао студио Madhouse је емитована у Јапану од октобра до децембра 2015. године. Друга сезона, анимирана од стране J.C.Staff, емитована је од априла до јула 2019. године. Трећа сезона, такође од студија J.C. Staff, је најављена за октобар 2025. године.
До јуна 2012. године, оригинална веб верзијa мангe је превазишла 7,9 милиона прегледа. До априла 2020. године, римејк манга је продала преко 30 милиона примерака широм света, што је чини једном од најпродаванијих манга серија свих времена.

## Радња
На суперконтиненталној верзији Земље, на којој моћна чудовишта и суперзликовци харају, милионер Агони ствара Херојску асоцијацију која запошљава суперхероје да се боре против зла. Саитама, независни херој, долази из Града З и обавља херојска дела као хоби. Три године је тренирао да победи сваког непријатеља једним ударцем, а његова неупоредива снага га оставља досадним. Постаје невољни ментор Геносу, киборгу који тражи освету против другог киборга који му је убио породицу и уништио родни град.

## Продукција
је започео оригиналну веб верзију манге One-Punch Man 2009. године. Јапански скраћени назив Onepanman је игра речи на дугогодишњем дечијем лику Anpanman, при чему је wanpan скраћеница од wanpanchi  ("један ударац"). ONE је постао заинтересован за креирање суперхероја који је већ најјачи на свету. Желео је да се фокусира на различите аспекте приповедања, а не на оне који се обично користе у стандардним суперхеројским причама, као што су свакодневни проблеми. ONE је рекао: „Ударање је често бескорисно против животних проблема. Али у универзуму One-Punch Man, направио сам Саитаму као неку врсту момка који је способан да прилагоди свој живот свету који га окружује, наоружан само својом огромном снагом. Једине препреке са којима се суочава су свакодневне ствари, као што је недостатак новца.”
ONE је неколико пута правио паузе у ажурирању веб верзију манге. У фебруару 2010. године, ставио је серију на паузу, одлучивши да узме једногодишњу паузу због породичних околности. Након што је објавио 109. поглавље у јануару 2017. године, Ван је узео двогодишњу паузу, објавивши следеће поглавље у априлу 2019. године. Када се ONE вратио цртању 2011. године, контактирао га је уметник Јусуке Мурата у вези могућег партнерства у којем би Мурата поново нацртао веб верзију манге. Мурата је био огроман фан оригиналне манге и био је болестан у то време. Страхујући да ће умрети, Мурата је контактирао ONE-а. Осврћући се на то време, рекао је: ”У том периоду сам заправо био веома болестан. Имао сам осип, унутрашњи органи су ми били инфицирани и нисам могао добро да дишем због отицања дисајних путева. Био сам у болници када сам помислио: 'Ах, ваљда људи тако једноставно умиру.' Ако ћу умрети, желим да радим нешто што заиста волим. Желим да цртам мангу са господином ONE-ом. То сам помислио.” Мурата, већ успешан манга уметник, искористио је своје везе у индустрији да добије уговор о издавању са Young Jump издаваштвом. Манга је постала дигитална публикација на вебсајту Tonari no Young Jump коју издаје Shueisha.

## Пријем

### Веб верзија манге
Веб верзија манге сматрана је великим успехом недуго након свог настанка, добијајући хиљаде прегледа и коментара у роковима од неколико недеља. До јуна 2012. године добио је 7,9 милиона прегледа. Преуређивање је почело у 2009. години. Први чланци су били кратки и нису усред привукли велики број коментара, али каснији су привукли пажњу читалаца. Преуређивање је почело да привлачи пажњу великог броја људи. Добио је преко 7,9 милиона прегледа и 20,000 коментара у Јапану и широм света. Како је време одмичало, број коментара се постепено повећавао. Када је први пут написао приручник, добио је више од 30 коментара по ажурирању. Број коментара је постепено растао и када је написао 30. поглавље, добио је скоро 1000 коментара по ажурирању.

### Манга
На Japan Media Arts фестивалу, одржаном 2013. и 2014. године, One-Punch Man је био једно од препоручених дела у категорији манге. Такође, серија је била номинована за Manga Taisho награду 2014. године. У 2015. години била је номинована за Ајснер награду и Харви награду у 2016. години. Манга је освојила Sugoi Japan награду и Шпански Манга Барселона награду за сеинен категорију 2017. године.
У 2016. години, One-Punch Man је био девета најпродаванија манга са преко 3,9 милиона продатих примерака. Следеће године, био је осми најпродајнији манга наслов, са преко 3,2 милиона продатих примерака. У новембру 2013. године, манга је имала 2,2 милиона примерака у штампи. До јула 2017. године, број примерака у штампи порастао је на 13 милиона; до јула 2019. године, овај број се повећао на 20 милиона. До априла 2020. године, серија је продаја преко 30 милиона примерака широм света.

### Аниме
Прва сезона анимеа добила је критичку славу и хвалоспеве за њену јединственост, анимацију, хумор, карактере и борбене сцене. На сајту за рецензијe, Rotten Tomatoes, има просек од 100% на основу 12 рецензија, са просечном оценом од 8,4/10. Концензус критичара сајта гласи: „Са својом анимацијом, неортодоксним херојем и духовитим критикама шонен жанра, One-Punch Man је просто нокаут.”
Друга сезона добила је мешане рецензије. Иако су хумор, карактери и прича и даље били хваљени, критикован је пад у квалитету анимације након промене студија. Такође су критиковани режија, темпо и борбене сцене, као и последња епизода за оно што је оцењено као неодговарајући завршетак сезоне. Screen Rant је приметио да је реакција фанова на сезону била подељена, примећујући да је њихов одговор на нову анимацију био значајно негативан. Критиковали су пад квалитета анимације, као и промену режисера, истичући: One-Punch Man је претходно био чист, детаљан и флуидан, али многи фанови тврде да је најновија сезона била статична, бледа и неинспирисана. Ово је вероватно резултат промене режисера. Међутим, сматрали су да сезона побољшава причу, ликове и изградњу света, иако су већином приписали ово оригиналној манги, а не аниме адаптацији. Били су веома критични према завршетку сезоне, наглашавајући како би аниме могао да адаптира једно или два додатна манга поглавља да понуди конкретнији завршетак и изгради узбудљивост за трећу сезону.
IGN је дао другој сезони оцену од пет од десет, називајући је „просечном”. Иако су сматрали да су хумор и карактери на истом нивоу као у првој сезони, били су веома критични према анимацији и темпу, изјављујући: „анимација је примењивала ужасне пречице како би се борбе завршиле на што једноставнији начин. Нестале су компликоване и детаљне акционе сцене, са динамичном спором акцијом и константно промењивом камером. Уместо тога, имамо треперења и пресеке у црно, све потсећа на потезе извучене из борбених сцена из Змајеве кугле З пре више од двадесет година.” Закључили су да друга сезона представља недовршену збирку лоше и споре анимације која је много више заокупирана остањем релевантном него направљена у нешто вредно сезоне која ју је претходила. Ако вас интересује само наставак приче, све је ту. Али то је такође све у манги, и то изгледа далеко боље него ова сезона.”

## Спољашњи извори
- Званични манга вебсајт (језик: јапански)
- Званични аниме вебсајт (језик: јапански)